# Urum

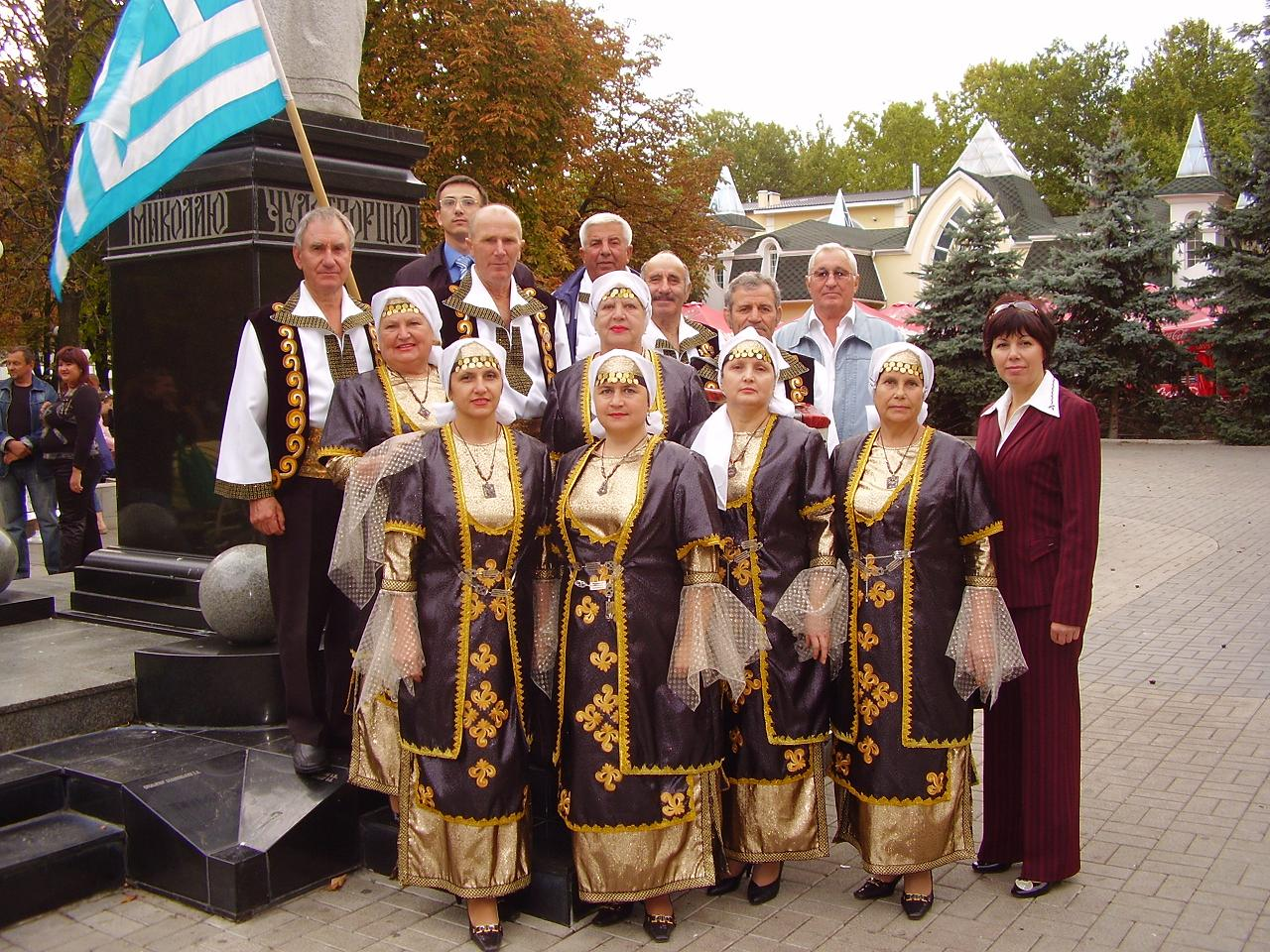
Groupe d'Ouroums en costume traditionnel, oblast de Donetsk (Ukraine selon le droit international, Russie selon la loi russe).

Ouroums (grec: Ουρούμοι, Ouroumoi, turc et tatar de Crimée: Urum) est un terme identifiant les chrétiens orthodoxes turcophones des alentours de la mer d'Azov, de Circassie et de Géorgie, en tant que groupe ethnique recensé comme tel dans ces pays.

## Évolution du terme
Les mots commençant par [r] n'étant pas habituels aux langues turques, les locuteurs ajoutèrent un « u » (lu « ou ») initial facilitant leur prononciation. Toutefois en turc moderne, le mot est rum, analogue au mot arabe روم rûm /rûmi (fr. « roumi ») désignant les « romains » devenus chrétiens. Dans l'Empire ottoman ce mot désignait la nation des rûm c'est-à-dire la communauté des chrétiens orthodoxes.
Initialement, les peuples musulmans de langues turques (Turcs, Tatars de Crimée, du Boudjak et de Dobrogée) utilisèrent le nom commun ou adjectif urum pour dénommer les chrétiens hellénophones, romanophones ou turcophones de leurs États, mais aujourd'hui le nom propre Urum n'identifie plus que les chrétiens turcophones d'Ukraine, de Russie et de Géorgie et il est devenu synonyme de « grecs » pour ces communautés devenues très minoritaires, qui se désignent elles-mêmes comme :
- « Grecs tatarophones » d'Ukraine, de Crimée et d'Azov ;
- « Grecs turcophones » de Tsalka en Géorgie.